# Списак владара Кореје
Ово је списак корејских владара:

## Краљевство Гојосеон
Корејски: 고조선
Постојало је од 2333. п. н. е. до 108. п. н. е..
| Име1                                                                     | Период владавине                 |
| ------------------------------------------------------------------------ | -------------------------------- |
| Краљ Дангун (단군왕검 檀君王儉)                                          | 2333. п. н. е.-?                 |
| Краљ Гија 2 (기자 箕子)                                                  | XII век п. н. е.-XI век п. н. е. |
| Краљ Бу (부왕 否王)                                                      | ?-?                              |
| Краљ Јун (준왕 準王)                                                     | ?-194. п. н. е.                  |
| Краљ Ви Ман (위만 衛滿)                                                  | 194. п. н. е.-?                  |
| непознати краљ, син Ви Мана                                              | ?-?                              |
| Краљ Угео (우거왕 右渠王)                                                | ?-108. п. н. е. 3                |
| 1. Сви краљеви до Ви Мана су легендарни.                                 |                                  |
| 2. Није доказано да ли је Гија Јосеон постојао.                          |                                  |
| 3. 108. п. н. е., Кинеска династија Хан је освојила Краљевство Гојосеон. |                                  |

## Краљевство Бујео
Корејски: 부여
Постојало је од 2333. п. н. е. до 108. п. н. е..
Истовремено су постојали:
- Источни Бујео или Донгбујео (II век п. н. е.-8. године н. е.)
- Позни Бујео (II век п. н. е.-494. године н. е.)

| Име1                    | Период владавине          |
| ----------------------- | ------------------------- |
| Хе Буру (해부루 解夫婁) | 86. п. н. е.-48. п. н. е. |
| Геумва (금와왕 金蛙王)  | 48. п. н. е.-7. п. н. е.  |